# Болотов, Владимир Сергеевич
Владимир Сергеевич Болотов (5 июля 1928 — 20 октября 2011) — советский футболист, нападающий и полузащитник, футбольный тренер. Заслуженный тренер Казахской ССР (1969).

## Биография

### Карьера игрока
Воспитанник кемеровского футбола. В 1948 году приехал в Алма-Ату учиться в зооветеринарном институте, играл в футбол за сборную института в соревнованиях КФК.
С начала 1950-х годов стал игроком команд мастеров — «Динамо» (Алма-Ата) и «Кайрата». Провёл более 100 матчей в классе «Б», также не менее 11 матчей (6 голов) — в Кубке СССР. Лучшее достижение — участие в матчах 1/8 финала Кубка СССР 1953 года против «Шахтёра» (Сталино). В 1957 году принял участие в первом в истории «Кайрата» международном матче против финской «Ваасы» (4:0) и отличился в нём двумя голами.
В 1956 году участвовал в Спартакиаде народов СССР в составе сборной Казахской ССР, сыграл 4 матча.
Помимо футбола, также играл за алма-атинские команды по хоккею с мячом, в том числе в высшей лиге за «Буревестник» (Алма-Ата).

### Карьера тренера
В 30-летнем возрасте завершил игровую карьеру и стал работать тренером в системе «Кайрата». С 1960 года работал в команде мастеров «Кайрата» помощником Николая Глебова, в этот период команда дебютировала в высшем дивизионе.
В 1965—1969 годах — главный тренер алма-атинского АДК. Под его руководством команда в 1965 году победила в чемпионате и Кубке Казахской ССР среди КФК, а в 1968 году заняла второе место в зональном турнире второй лиги и стала финалистом Кубка Казахской ССР среди команд мастеров.
В 1969—1972 годах снова работал тренером в «Кайрате». Летом 1973 года возглавил «Шахтёр» (Караганда), проводивший неудачный сезон, и не смог удержать команду от вылета из первой лиги. Возглавлял «Шахтёр» до 1975 года и в 1974 году стал бронзовым призёром зонального турнира второй лиги.
Также работал в национальных сборных Сирии и Бенина.
Скончался 20 октября 2011 года. Похоронен в Алма-Ате на Северном кладбище («Пятилетка»).